# Sclerophrys xeros
Sclerophrys xeros es una especie de anfibios anuros de la familia Bufonidae.

## Distribución geográfica y hábitat
Habita en el sur de Argelia, Camerún, Chad, Eritrea, Etiopía, Gambia, Guinea, Kenia, sudoeste de Libia, Malí, Mauritania, Níger, Senegal, Somalia, Sudán, Tanzania, Uganda, Yibuti, Sáhara Occidental y, posiblemente en Angola, Benín, Burkina Faso, República Centroafricana, República Democrática del Congo, Sudán del Sur, Guinea Bissau y Nigeria.
Su hábitat natural incluye sabanas secas, zonas secas de arbustos tropicales o subtropicales, praderas, ríos y marismas intermitentes de agua dulce, nacientes, desiertos y tierra arable.
Está amenazada por la pérdida de su hábitat natural en ciertas zonas de su distribución.